# Chlorophytum laxum
Chlorophytum laxum är en sparrisväxtart som beskrevs av Robert Brown. Chlorophytum laxum ingår i släktet ampelliljor, och familjen sparrisväxter. Inga underarter finns listade i Catalogue of Life.